# 白人神社
白人神社（しらひとじんじゃ）は、徳島県美馬市穴吹町口山にある神社である。奥宮に「日猶同祖論」の根拠として知られる磐境神明神社がある。
なお、北海道の幕別町に漢字で書くと同名の神社（白人神社）があるが、「白人」はアイヌ語地名であり、「チロット」と読む。

## 歴史
伝承によると、仁賢天皇の時代にこの地に白髪の老翁が天下り、この地を「宮内」と改めるよう発言したのが起源とされる。
保元の乱の後、讃岐国の崇徳上皇を尋ねた源為朝が、阿波国との境にある相栗峠で弓を引いたところ、うなりをたてた矢はこの毘沙門獄に当たり、はねかえって白人神社におちた。この古来弓は、現在は神社の宝物となっており、旧正月14日お的神事が今に伝えられている。
慶長年間（1596年-1614年）の初めに稲田示植によって再興されたと云われる。徳島藩の家老であり脇城主の稲田家の信奉が厚かった。
一般的には狛犬を置く神社が多い中、白人神社では神様の使いとされるうさぎが置かれており、このうさぎを撫でると開運につながると云われている。

## 祭神
- 伊弉冉神
- 瓊瓊杵尊
- 天照大神
- 豊秋津姫命
- 崇徳上皇
- 源為朝

## 境内社
- 八幡神社
- 天神社
- 磐境神明神社 - 奥宮。美馬市指定史跡。磐境とされる南北7m、東西22m、高さ約2mの長方形状の石垣に囲まれ、南側に3つの入口、北側に4つの祠が置かれている。この構造が古代ユダヤの祭祀場と同じであるとして、「日猶同祖論」の根拠として取り上げられている。

## 交通
- JR徳島線「穴吹駅」より車で約15分。
- 徳島自動車道「脇町インターチェンジ」より車で約20分。